# 長谷川仁
長谷川仁（日语：／，1919年4月13日—1994年3月11日），日本政治人物，曾擔任參議員。

## 生平
生於茨城縣。1938年畢業於上智大學新聞學科。畢業後擔任同盟通信社記者，戰後的1946年進入產經新聞社。歷任產經新聞香港、台湾各支局長、東南亞總局長、東京本社論説委員等職務。1962年在第6回参議院議員通常選舉，以自民党籍身分當選，之後當選兩屆。期間兼任防衛政務次官、参院外務委員長、参院沖繩及北方問題特別委員長等職務。在1974年第10屆參議院議員通常選舉落選，1994年過世。

## 荣誉
- 勳二等瑞寶章（1989年[1]）

### 外国勋章奖章
- 修交勋章光化章（韩国，1970年11月11日[2]）
- 大绶景星勋章（中华民国，1972年）